# Міхел Міклик
Міхел Міклик (словац. Michel Miklík; нар. 31 липня 1982, м. П'єштяни, ЧССР) — словацький хокеїст, лівий нападник. Виступає за «Амур» (Хабаровськ) у Континентальній хокейній лізі.
Вихованець хокейної школи ХК «Кошице». Виступав за ХК «32 Ліптовски Мікулаш», ХК «05 Банська Бистриця», МсХК «Жиліна», ХК «Кошице», «Дукла» (Тренчин), ХК «Кошице», ХК «46 Бардейов», «Слован» (Братислава).
У чемпіонатах Словаччини — 504 матчі (132+101), у плей-оф — 72 матчі (25+20).
У складі національної збірної Словаччини провів 56 матчів (14 голів); учасник зимових Олімпійських ігор 2014 (4 матчі, 0+0); учасник чемпіонатів світу 2012, 2013 і 2014 (25 матчів, 7+10). 
Досягнення
- Срібний призер чемпіонату світу (2012)
- Чемпіон Словаччини (2009, 2011).